# Apagomerina jucunda
Apagomerina jucunda är en skalbaggsart som beskrevs av Martins 1984. Apagomerina jucunda ingår i släktet Apagomerina och familjen långhorningar. Inga underarter finns listade i Catalogue of Life.